# Eugenia cassinoides
Eugenia cassinoides är en myrtenväxtart som beskrevs av Jean-Baptiste de Lamarck. Eugenia cassinoides ingår i släktet Eugenia och familjen myrtenväxter. Inga underarter finns listade i Catalogue of Life.